# アンジェイ・ザモイスキ
アンジェイ・ヒェロニム・フランチシェク・ザモイスキ（ポーランド語：Andrzej Hieronim Franciszek Zamoyski、1717年2月12日 - 1792年2月10日）は、ポーランド・リトアニア共和国の貴族、政治家、伯爵。ザモシチの第10代オルディナトで、1757年より1764年までイノヴロツワフ県知事を、1764年より1767年まで王冠領大法官を務め、ハリチュ、ルブリン、ブロドニツァ、ロストキの代官であった。

## 人物
ザモイスキはポーランドの歴史において最も重要な啓蒙主義の改革者、思想家の一人として知られており、1764年5月のセイムにおいて大規模な国家改革を提唱した人物だった。この意見書は議会システムの改善、貴族権力の制限、農奴制の廃止を訴えたものだった。1760年、ザモイスキは自らの所領において農奴制を廃止したが、これは共和国のマグナートの中では初めてのことであった。
1776年、改革を推進していた国王スタニスワフ・アウグスト・ポニャトフスキとセイムは、ザモイスキに共和国のための新しい法典を作成するように要請した。1780年までにザモイスキの指導の下で「ザモイスキ法典」の名で知られる新法典が編纂された。この法典では王権が強化され、全ての官僚が議会（セイム）に責任を持ち、聖職者と教会財産は国家の監督下におかれ、全ての無産シュラフタ（土地を持たない参政権者）から貴族としての諸特権の多くを剥奪されることが決まっていた。ザモイスキの進歩的な法典は、憲法改革的な要素を含むものであったが、結局セイムはこの法典を通過させなかった。

## 叙勲
- 白鷲勲章…1758年8月3日